# Quatuor de Budapest
Le Quatuor de Budapest est une formation de musique de chambre fondée en 1917 par des membres de l’orchestre de l’Opéra de Budapest, active jusqu'en 1967.

## Historique
L'ensemble est formé à l'origine par des solistes de l'orchestre de l'Opéra de Budapest. Dans les années 1930, il garde son nom lors de l'arrivée de musiciens russes.
En 1938, les membres du quatuor émigrent aux États-Unis. Il est le quatuor résident de la bibliothèque du Congrès à Washington de 1940 jusqu'en 1962,. L'ensemble joue alors sur les Stradivari de la collection Whittall (Gertrude Clarke Whitall Fondation) : le Betts (un violon de 1704), deux instruments appelés Castelbarco (un violon de 1699 et un violoncelle de 1697), le Cassavetti (un alto de 1727).
Pendant cette période, ils créent de nombreuses œuvres contemporaines et enregistrent pour le label Columbia.
De 1962 à 1967, le quatuor est résident à l'université de Buffalo. Le groupe met fin à ses activités en 1967.

## Membres
Les membres fondateurs sont :
- premier violon : Emil Hauser ;
- deuxième violon : Alfred Indig ;
- alto : Istvan Ipolyi ;

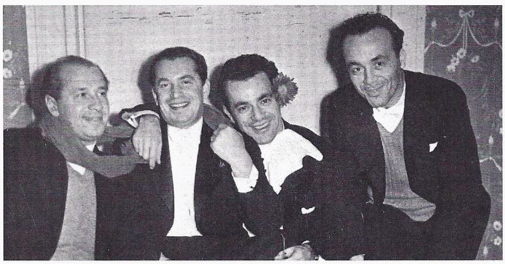
Les membres du Quatuors de Budapest, lors d'un concert à New York en 1938.

- violoncelle : Harry Son, de nationalité hollandaise.

En 1920, le second violon est remplacé par Imre Poganyi ; en 1922, Poganyi est à son tour remplacé par le Russe Joseph Roisman ; en 1930, Harry Son est remplacé par un Lituanien, Mischa Schneider. En 1932, Joseph Roisman prend le premier violon, et c’est le frère de Mischa, Alexander Schneider, qui occupe le second pupitre (et joue sur le stradivarius « Brodsky » de 1702).
En 1936, le dernier membre fondateur hongrois quitte la formation. Il est remplacé par l’altiste russe Boris Kroyt.
Alexander Schneider quitte à son tour le quatuor en 1944 – mais il fera son retour en 1955. Il sera remplacé d'abord par Edgar Ortenberg (1944-1949) puis par Jac Gorodetzky (1949-1955).

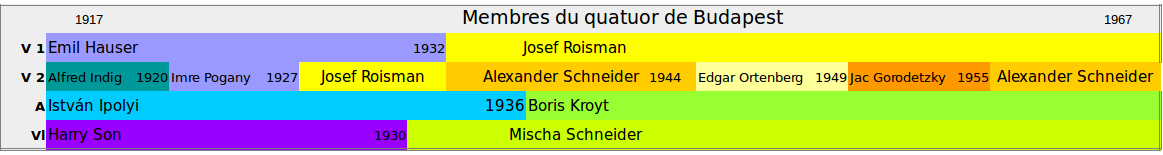
Chronologie des membres du Quatuor de Budapest de 1917 à 1967.

## Créations
Créations mondiales ou américaines.
- Hindemith, Quatuor à cordes no 6 (1943)
- Hindemith, Quatuor à cordes no 7 (1945)
- Milhaud, Quatuors à cordes no 4 (1942), no 12 (1945), no 13 (1947), no 14 (1948), no 17 (1951)
- Tansman, Quatuor à cordes no 5 (1940)

## Dédicaces
Le Quatuor de Budapest a reçu en dédicace trois œuvres :
- Bartók, Quatuor à cordes no 5 (1934) ;
- Milhaud, Quatuor à cordes no 11 (1942) ;
- Hindemith, Quatuor à cordes no 7 (1945).

## Anecdotes
La composition russe homogène du quatuor à partir de 1936 inspire cette phrase à Jascha Heifetz « Qu'est-ce qu'un Russe ? Un anarchiste. Deux Russes ? Des joueurs d'échecs. Trois Russes ? Une révolution. Quatre Russes ? Le Quatuor de Budapest. »

## Nouveau Quatuor de Budapest
En 1971, le Nouveau Quatuor de Budapest est formé. Il a enregistré notamment pour Marco Polo, Naxos et Hyperion. Il est composé comme à ses débuts par les premiers solistes de l'Opéra de Budapest. Les membres actuels sont[réf. nécessaire] :
- premier violon : Eva Mihalyi ;
- deuxième violon : Gegerly Popa ;
- alto : Veronika Botos ;
- violoncelle : Judit Kiss-Domonkos.